# 국제교류기금

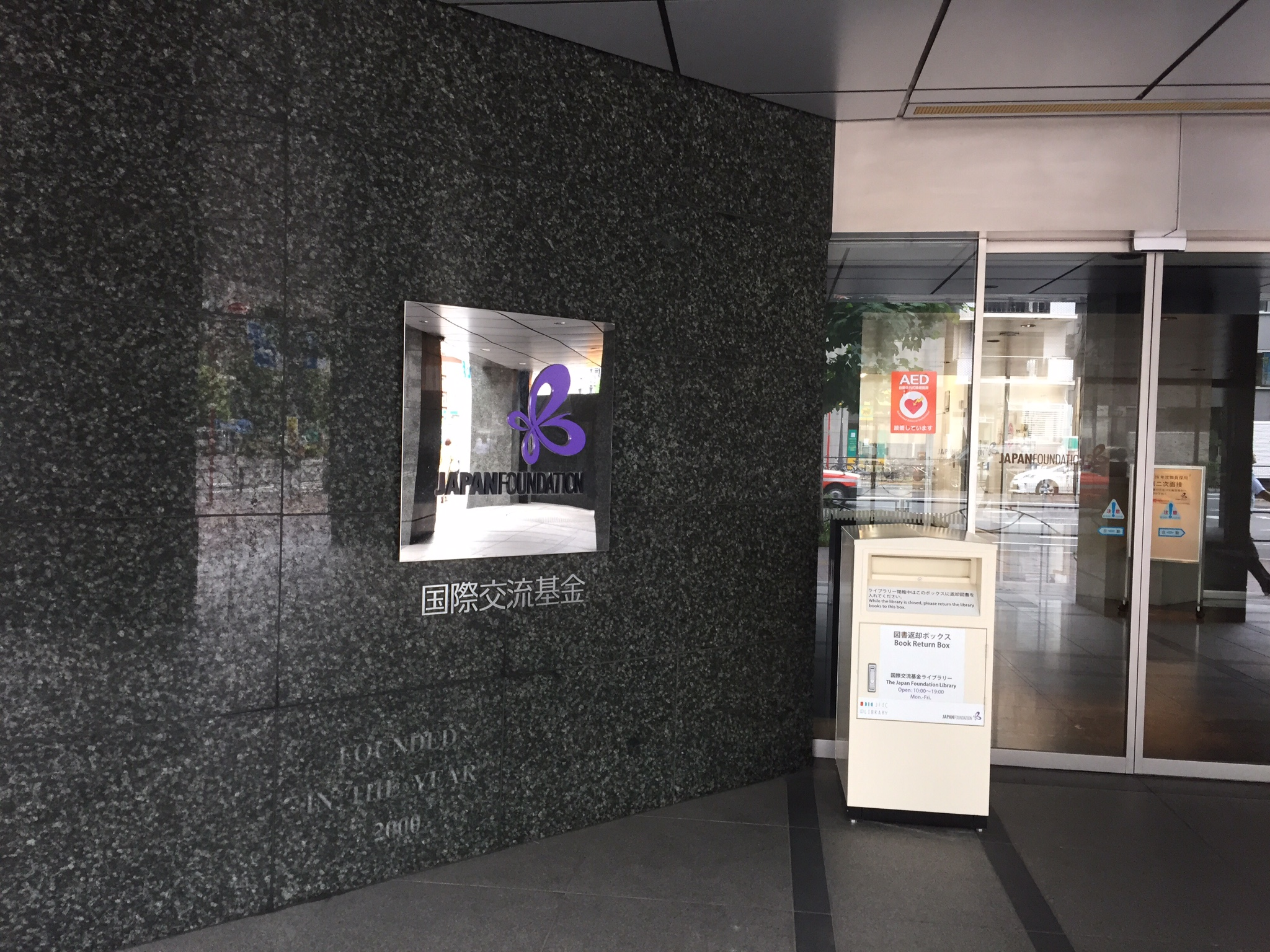

독립행정법인 국제교류기금(國際交流基金, 일본어: 国際交流基金, 영어: Japan Foundation)은 일본 외무성이 소관하는 독립행정법인의 하나이다.

## 개요
독립행정법인 국제교류기금법 제3조를 보면, 독립행정법인 국제교류기금은 "국제문화교류사업을 종합적, 효율적으로 행하기 위하여 일본에 대한 외국의 이해를 깊게 하고, 국제 상호 이해 증진, 문화 그 이외의 분야에서 세계에 공헌하고, 또한 양호한 국제 환경의 정비 및 일본의 조화 있는 대외관계의 유지, 발전에 기여하는 것을 목적으로 한다 (일본어: 国際文化交流事業を総合的かつ効率的に行なうことにより、我が国に対する諸外国の理解を深め、国際相互理解を増進し、及び文化その他の分野において世界に貢献し、もって良好な国際環境の整備並びに我が国の調和ある対外関係の維持及び発展に寄与することを目的とする)"고 명시되어 있다.
국제교류기금의 활동은 1. 문화예술교류, 2. 해외에서의 일본어 교육 (일본어능력시험 포함), 3.일본어 국제 센터에서의 외국인을 위한 일본어 교사 육성・일본연구・지적교류, 조사연구・정보제공을 하고 있으며, 일본 국내에서는 도쿄 사무소를 본부로 21개 국가에 22개의 해외사무소를 보유하고 있다.
일본 황족인 다카마도노미야 노리히토가 근무했던 곳으로 알려져 있으며, 일본 국제 문화 교류의 거점이 되고 있다.

## 국내외 사무소 목록
1. 일본 국내
- 본부 (도쿄)
- 일본어국제센터 (사이타마)
- 간사이국제센터 (오사카)
- 교토지부

2. 아시아 태평양
- 대한민국 서울
- 중국 베이징
- 인도네시아 자카르타
- 태국 방콕
- 필리핀 마닐라
- 베트남 하노이
- 말레이시아 쿠알라룸푸르
- 인도 뉴델리
- 오스트레일리아 시드니

3. 북아메리카, 남아메리카
- 캐나다 토론토
- 미국 뉴욕
- 미국 로스앤젤레스
- 멕시코 멕시코시티
- 브라질 상파울루

4. 유럽, 중동, 아프리카
- 이탈리아 로마
- 독일 쾰른
- 프랑스 파리
- 영국 런던
- 스페인 마드리드
- 헝가리 부다페스트
- 러시아 모스크바
- 이집트 카이로

## 대한민국 내의 시설 및 활동
국제교류기금의 19번째 해외 사무소이며, (04323) 서울특별시 용산구 한강대로 366 트윈시티 남산 2층 & 4층에 위치해있다. 문화정보실(도서관), 세미나실 등의 시설을 갖추고 있다. 서울사무소 소장은 가토 타케시(加藤 剛)이다.
일본 관련 여러 문화사업을 진행하고 있다.

## 기타
일본재단(일본어: 日本財団, にほんざいだん영어: Nippon Foundation)과는 다른 단체이다.

## 같이 보기
- 일본재단
- 한국국제교류재단
- 영국 문화원
- 공공외교